# Blaž Gregorc
Blaž Gregorc (* 18. Januar 1990 in Jesenice, SR Slowenien) ist ein slowenischer Eishockeyspieler, der seit Juli 2024 beim HK Olimpija Ljubljana aus der ICE Hockey League unter Vertrag steht und dort auf der Position des Verteidigers spielt. Zuvor war Gregorc hauptsächlich in der tschechischen Extraliga aktiv, wo er über 370 Partien absolvierte.

## Karriere

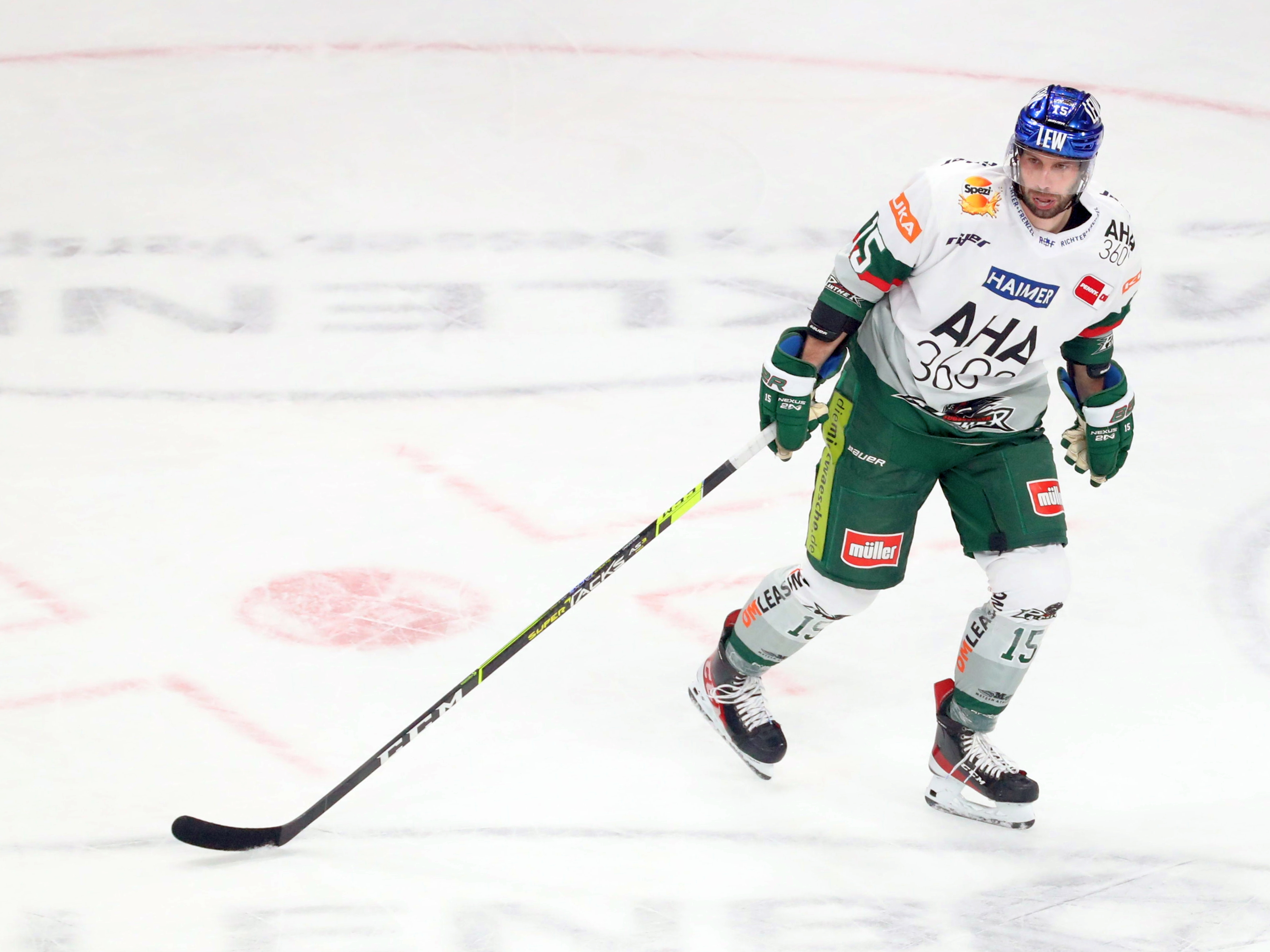
Gregorc im Trikot der Augsburger Panther (2022)

Gregorc begann seine Karriere als Eishockeyspieler in der Nachwuchsabteilung des HK MK Bled, in der er bis 2007 aktiv war. Anschließend wechselte der Verteidiger in die Nachwuchsabteilung des Södertälje SK aus Schweden. Für die Profimannschaft des Södertälje SK gab er in der Saison 2009/10 sein Debüt in der Elitserien, der höchsten schwedischen Spielklasse. In seinem Rookiejahr bereitete er in der Hauptrunde in 30 Spielen drei Tore vor. Mit seiner Mannschaft erreichte er erst in der Kvalserien den Klassenerhalt. Als Leihspieler absolvierte er zudem sieben Spiele für den Nyköpings HK aus der drittklassigen Division 1, der dritten schwedischen Spielklasse. In der Saison 2010/11 musste der Slowene erneut mit Södertälje an der Kvalserien teilnehmen, jedoch stieg er diesmal mit seiner Mannschaft in die zweitklassige Allsvenskan an. In dieser spielte er parallel bereits in der Saison 2010/11 in 16 Partien als Leihspieler für die Växjö Lakers.
Im Anschluss an die Saison 2011/12, in der er für den Södertälje SK in der Allsvenskan aufgelaufen war, wechselte er zu den Odense Bulldogs in die dänische AL-Bank Ligaen. Nach nur einem Jahr kehrte er den Dänen den Rücken und heuerte beim tschechischen Extraliga-Klub HC Pardubice an, für den er drei Jahre auf dem Eis stand. Von 2016 bis 2018 spielte er für den Ligakonkurrenten Mountfield HK aus Hradec Králové. Anschließend schloss er sich dem HC Sparta Prag an. Im November desselben Jahres wechselte er zum HC Vítkovice.
Im August 2020 unterschrieb der Slowene einen Probevertrag beim EC KAC aus der ICE Hockey League, gewann am Ende der Saison 2020/21 den Meistertitel mit dem KAC und wechselte anschließend innerhalb der Spielklasse zu den Black Wings Linz. Im März 2022 verließ er die Black Wings, nachdem diese die Playoffs verpasst hatten, und wurde von den Augsburger Panthern aus der Deutschen Eishockey Liga (DEL) verpflichtet. Mit den Panthern belegte Gregorc am Ende der Saison 2022/23 den vorletzten Tabellenplatz, woraufhin er den Klub nach nur einer Spielzeit wieder verließ. Im September 2023 kehrte der Slowene in die ICE Hockey League zurück, wo er sich den Graz 99ers anschloss. Das Engagement Gregorcs in Graz war aber – ebenso wie bei den vorangegangenen Stationen – nur von kurzer Dauer. Bereits Mitte Februar 2024 verließ er den Verein nach 38 Einsätzen und wechselte zurück in die DEL. Dort hatten sich die Fischtown Pinguins Bremerhaven seine Dienste gesichert. Mit den Fischtown Pinguins feierte er am Saisonende mit dem Gewinn der Vizemeisterschaft den bis dato größten Erfolg der Bremerhavener Vereinsgeschichte.
Anschließend verließ der Slowene den norddeutschen Klub wieder und kehrte in sein Heimatland und den Spielbetrieb der ICEHL zurück, wo er sich dem Hauptstadtverein HK Olimpija aus Ljubljana anschloss. Mit dem Team gewann er im Frühjahr 2025 seine erste slowenische Meisterschaft.

### International

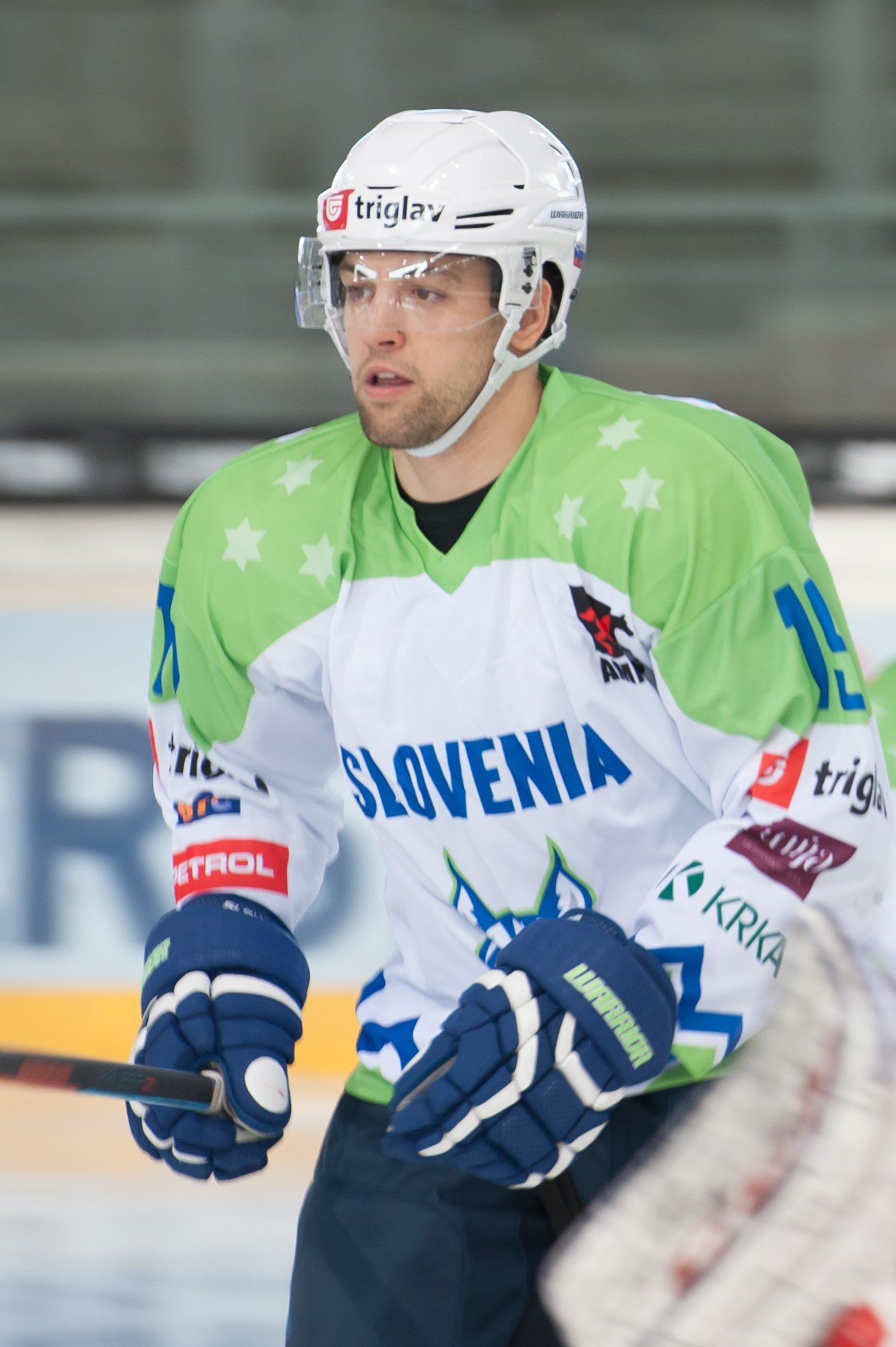
Gregorc als Spieler der slowenischen Nationalmannschaft (2015)

Für Slowenien nahm Gregorc im Juniorenbereich an den U18-Junioren-Weltmeisterschaften der Division I 2006, 2007, als er als bester Verteidiger des Turniers ausgezeichnet wurde, und 2008 sowie den U20-Junioren-Weltmeisterschaften der Division I 2008, 2009 und 2010 teil. 2009 und 2010 wurde er zum besten Spieler seiner Mannschaft gewählt.
Im Seniorenbereich stand er im Aufgebot seines Landes bei den Weltmeisterschaften 2011, 2013, 2015, 2017, 2023 und 2025 sowie den Turnieren der Division IA 2012, 2014, 2016, 2018, 2019 und 2022. Außerdem vertrat er sein Heimatland bei den Olympia-Qualifikationen für die Winterspiele der Jahre 2014, 2018, 2022 und 2026. Die Qualifikation gelang jeweils für die Winterspiele der Jahre 2014 im russischen Sotschi, bei denen die Slowenen den siebten Platz belegten, und 2018 im südkoreanischen Pyeongchang, bei denen er mit seinem Team Neunter wurde.

## Erfolge und Auszeichnungen
- 2021 Meister der ICE Hockey League und Österreichischer Meister mit dem EC KAC
- 2024 Deutscher Vizemeister mit den Fischtown Pinguins Bremerhaven
- 2025 Slowenischer Meister mit dem HK Olimpija Ljubljana

### International
| - 2007 Bester Verteidiger der U18-Junioren-Weltmeisterschaft der Division I, Gruppe A - 2012 Aufstieg in die Top-Division bei der Weltmeisterschaft der Division IA - 2014 Aufstieg in die Top-Division bei der Weltmeisterschaft der Division IA | - 2016 Aufstieg in die Top-Division bei der Weltmeisterschaft der Division IA - 2022 Aufstieg in die Top-Division bei der Weltmeisterschaft der Division IA |

## Karrierestatistik
Stand: Ende der Saison 2024/25

### International
Vertrat Slowenien bei:
| - U18-Junioren-Weltmeisterschaft der Division I 2006 - U18-Junioren-Weltmeisterschaft der Division I 2007 - U20-Junioren-Weltmeisterschaft der Division I 2008 - U18-Junioren-Weltmeisterschaft der Division I 2008 - U20-Junioren-Weltmeisterschaft der Division I 2009 - U20-Junioren-Weltmeisterschaft der Division I 2010 - Weltmeisterschaft 2011 - Weltmeisterschaft der Division IA 2012 - Qualifikationsturnier für die Olympischen Winterspiele 2014 - Weltmeisterschaft 2013 - Olympischen Winterspielen 2014 - Weltmeisterschaft der Division IA 2014 - Weltmeisterschaft 2015 | - Weltmeisterschaft der Division IA 2016 - Qualifikationsturnier für die Olympischen Winterspiele 2018 - Weltmeisterschaft 2017 - Olympischen Winterspielen 2018 - Weltmeisterschaft der Division IA 2018 - Weltmeisterschaft der Division IA 2019 - Qualifikationsturnier für die Olympischen Winterspiele 2022 - Qualifikationsturnier für die Olympischen Winterspiele 2022 - Weltmeisterschaft der Division IA 2022 - Weltmeisterschaft 2023 - Qualifikationsturnier für die Olympischen Winterspiele 2026 - Weltmeisterschaft 2025 |

(Legende zur Spielerstatistik: Sp oder GP = absolvierte Spiele; T oder G = erzielte Tore; V oder A = erzielte Assists; Pkt oder Pts = erzielte Scorerpunkte; SM oder PIM = erhaltene Strafminuten; +/− = Plus/Minus-Bilanz; PP = erzielte Überzahltore; SH = erzielte Unterzahltore; GW = erzielte Siegtore; 1 Play-downs/Relegation; Kursiv: Statistik nicht vollständig)